# Villequier-Aumont
Villequier-Aumont – miejscowość i gmina we Francji, w regionie Hauts-de-France, w departamencie Aisne.
Według danych na styczeń 2014 roku gminę zamieszkiwały 653 osoby, a gęstość zaludnienia wynosiła 53 osoby/km².